# Лохматиков, Георгий Прокопьевич
Гео́ргий Проко́пьевич Лохма́тиков (1929—2002) — советский гидростроитель, Герой Социалистического Труда (1986);  кандидат технических наук, профессор Санкт-Петербургского технического университета.

## Биография

Могила Лохматикова на Волковском православном кладбище Санкт-Петербурга

Родился 20 мая 1929 года в посёлке Краснолесье Верхнехавского района Центрально-Чернозёмной области (ныне в Железнодорожном районе Воронежа). 
Окончил Московский энергетический институт. С 1952 года и до конца жизни работал во Всесоюзном тресте «Спецгидроэнергомонтаж», прошёл путь от мастера до генерального директора этого треста.
За время руководства Лохматиковым трест выполнил большое количество работ по строительству и монтажу гидротехнических сооружений, в том числе: строительство каналов Днепр-Донбасс, Харьков-Донецк, Иртыш-Караганда, Днестровской и Ташлыкской ГАЭС на Украине, Северо-Западной ТЭЦ в Санкт-Петербурге. Трест продолжил свою работу под руководством Лохматикова и после распада СССР, выйдя на международный уровень — при его активном участии строился судоходный канал Кейтеле-Пяйянне в Финляндии и Круонисская ГАЭС в Литве.
Указом Президиума Верховного Совета СССР в 1986 году Георгий Лохматиков был удостоен высокого звания Героя Социалистического Труда с вручением ордена Ленина и медали «Серп и Молот».
Умер в 2002 году, похоронен на Волковском православном кладбище Санкт-Петербурга.

## Награды
- Лауреат Государственной премии СССР.
- Заслуженный строитель РСФСР, Заслуженный инженер Грузинской ССР.
- Был награждён двумя орденами Ленина, орденом Трудового Красного Знамени и рядом медалей.
- Также награждён двумя знаками «Почетный энергетик СССР», знаком «Заслуженный строитель Дагестана», Почетной грамотой Министерства энергетики СССР[1].